# Jean-Noël Brouté
Jean-Noël Brouté, né le 24 septembre 1962 à Versailles, est un comédien français.

## Biographie
Jean-Noël Brouté fait pendant deux ans l'école des Beaux Arts de Versailles, puis prend des leçons de théâtre. Ensuite il suit pendant deux ans les cours du conservatoire de Versailles, et rejoint, durant deux ans, la classe libre du cours Florent.
Il débute sur les planches sous la direction du metteur en scène suisse Benno Besson, compagnon de route de Bertolt Brecht, qui monte la pièce Mille Francs de récompense d'après l'œuvre de Victor Hugo.
Après une figuration en 1983 dans Coup de foudre, de Diane Kurys, il commence sa carrière au cinéma en 1984 avec Souvenirs, Souvenirs, de Ariel Zeitoun.
Il joue dans plusieurs films de Bruno Podalydès : il interprète Otto Gazin dans Dieu seul me voit (Versailles-Chantiers) en 1998, l'ami d'Albert Jeanjean ; Sainclair, le second de Rouletabille dans Le Mystère de la chambre jaune en 2003 et Le Parfum de la dame en noir en 2005. Il intervient brièvement dans Liberté-Oléron, Bancs publics (Versailles Rive-Droite) et Adieu Berthe.

## Filmographie

### Cinéma
- 1983 : Coup de foudre, de Diane Kurys : un figurant dans une gare
- 1984 : Souvenirs, Souvenirs, de Ariel Zeitoun : un élève
- 1985 : Derborence, de Francis Reusser : Dzozet
- 1985 : À nous les garçons, de Michel Lang : Marc
- 1985 : Rouge-gorge, de Pierre Zucca : un motard
- 1986 : Le bonheur a encore frappé, de Jean-Luc Trotignon : Adolf Pinglard
- 1988 : La Maison de jade, de Nadine Trintignant : Jean
- 1989 : Pentimento, de Tonie Marshall : José
- 1994 : Casque bleu, de Gérard Jugnot : Daniel
- 1995 : Une femme française, de Régis Wargnier : Marc
- 1998 : Dieu seul me voit (Versailles-Chantiers), de Bruno Podalydès : Otto Gaza
- 1999 : Le Créateur, de Albert Dupontel : le coiffeur de Chloé
- 1999 : L'Ami du jardin, de Jean-Louis Bouchaud : le vendeur graineterie
- 2000 : Kitchendales, de Chantal Lauby et Alain Chabat : le voisin
- 2001 : Liberté-Oléron, de Bruno Podalydès : le moniteur-serveur
- 2002 : Sexes très opposés, de Éric Assous : Rémi
- 2003 : Toutes les filles sont folles, de Pascale Pouzadoux : un homme du flash-back
- 2003 : En territoire indien, de Lionel Epp : un gendarme
- 2003 : Mais qui a tué Pamela Rose ?, de Éric Lartigau : le médecin légiste
- 2003 : Le Mystère de la chambre jaune, de Bruno Podalydès : Sainclair
- 2004 : Narco, de Tristan Aurouet et Gilles Lellouche : le docteur
- 2005 : Le Parfum de la dame en noir, de Bruno Podalydès : Sainclair
- 2006 : Ne le dis à personne, de Guillaume Canet : Docteur Dubois
- 2006 : Le Héros de la famille, de Thierry Klifa : le gardien du cimetière
- 2007 : Pur week-end, de Olivier Doran : Sam
- 2007 : La Vie d'artiste, de Marc Fitoussi : le passant réalisateur
- 2008 : L'Affaire Ben Barka, de Jean-Pierre Sinapi
- 2009 : Les Herbes folles, d'Alain Resnais : Mickey
- 2009 : Bancs publics (Versailles Rive-Droite), de Bruno Podalydès : le dragueur
- 2009 : Le Coach, d'Olivier Doran : Bertrand Lécuyer
- 2010 : Le Siffleur de Philippe Lefebvre : Thierry Vasseau-Vessières
- 2012 : Parlez-moi de vous de Pierre Pinaud : Bertrand
- 2012 : Adieu Berthe de Bruno Podalydès : le chef des porte-cercueil
- 2012 : Vous n'avez encore rien vu de Alain Resnais : Mathias
- 2013 : 100% cachemire de Valérie Lemercier
- 2014 : Le Beau Monde  de Julie Lopes-Curval : Jacquard
- 2015 : Comme un avion de Bruno Podalydès : Damien
- 2018 : Bécassine ! de Bruno Podalydès : Hilarion
- 2020 : Aline de Valérie Lemercier : Fred
- 2020 : Les Deux Alfred de Bruno Podalydès : le ventouseur
- 2023 : 5 Hectares d'Émilie Deleuze : Le vendeur du David Brown
- 2024 : La Petite Vadrouille de Bruno Podalydès : Caramel
- 2024 : Le Fil de Daniel Auteuil : L'expert

### Télévision
- 1981 : Madame Sans-Gêne, de Abder Isker : Mathurin
- 1985 : L'Épi d'or, de Fabrice Cazeneuve
- 1986 : L'Ami Maupassant (série télévisée), épisode Aux champs, de Hervé Baslé : Charlot adulte
- 1987 : Qui c'est ce garçon ? (mini-série) : le petit serveur
- 1987 : Les Mémés sanglantes : le groom
- 1989 : Imogène (série télévisée), épisode Ne vous fâchez pas, Imogène, de François Leterrier
- 1989 : Le Journal de la révolution, de Hervé Baslé
- 1990 : Constance et Vicky (série télévisée), de Jean-Pierre Prévost
- 1990 : Les Prouesses de Clément Dujard, de Hervé Baslé
- 1991 : Navarro (série télévisée), épisode 17, Les Chasse-neige : Shorty
- 1992 : Les Taupes-niveaux : Julien
- 1993 : L'Air du temps (série télévisée), épisode Ascension Express, de Nicolas Ribowski : Cédric
- 1994 : Vengeance, de Miguel Courtois
- 1994 : Navarro (série télévisée), épisode 38, Froid devant
- 1995 : François Kléber (série télévisée), épisode Dans la gueule du loup, de Patrick Jamain : Feu rouge
- 1995 : François Kléber (série télévisée), épisode L'Âme du rasoir, de Patrick Jamain : Feu rouge
- 1996 : Maigret tend un piège, de Juraj Herz	: le jeune inspecteur
- 1996 : François Kléber (série télévisée), épisode L'Embrouilleur, de Patrick Jamain : Feu rouge
- 1996 : François Kléber (série télévisée), épisode La Mémoire vive , de Patrick Jamain : Feu rouge
- 1996 : François Kléber (série télévisée), épisode Le Traquenard , de Patrick Jamain : Feu rouge
- 1997 : Docteur Sylvestre (série télévisée), épisode Les Pièges de Saturne, de Denis Malleval : Michel Grimaud
- 1997 : Les Bœuf-carottes (série télévisée), épisode Émotions fortes, de Pierre Lary : Loïc Duval
- 1997 : Le Grand Banc ou Entre terre et mer, de Hervé Baslé
- 1998 : Au cœur de la loi (série télévisée), épisode Fin de peine, de Denis Malleval : Monnard
- 1998 : Madame le proviseur (série télévisée), épisode La Maîtresse auxiliaire, de Jean Marbœuf : Guillaume
- 1998 : Micro climat, de Marc Simenon : Loïc
- 1998 : Quai no 1 (série télévisée), épisode Les Cobras, de Patrick Jamain : Yves
- 1999 : Jeronimos, de Williams Crepin
- 1999 : Au bénéfice du doute, de Williams Crépin : Pinoche
- 1999 : Eva Mag - 21 épisodes, de Christian François : Charles Sautter
- 1999 : Madame Le Guen (série télévisée), épisode Une nuit de pleine lune, de Stéphane Kurc
- 2000 : Cévennes (série télévisée), épisode Violence sur le green, de Patrick Jamain : Vaurette
- 2000 : Mary Lester (série télévisée), épisode Meurtre en retour, de Philomène Esposito : Paul Tanguy
- 2001 : Quatre copains, de Stéphane Kurc : Gilles
- 2001 : Joséphine, ange gardien (série télévisée), épisode Romain et Jamila : l'inspecteur Maigrichon
- 2002 : Le Régional de l'étape, de Lionel Epp
- 2003 : Louis Page (série télévisée), épisode Le Soleil en face, de Philippe Roussel : Jules
- 2004 : Vous êtes de la région ?, de Lionel Epp : Henri-Marc Fringant
- 2004 : Génération start-up, de Arnaud Selignac : Tom Marcoux
- 2006 : Marie Besnard, l'empoisonneuse, de Christian Faure : inspecteur Lavalette
- 2007 : Le Pendu, de Claire Devers : le notaire
- 2011 : Bas les cœurs, de Robin Davis : M. Pion
- 2011 : Longue Peine de Christian Bonnet
- 2011 : La Très Excellente et Divertissante Histoire de François Rabelais d'Hervé Baslé : Guillemette
- 2012 : La Danse de l'Albatros de Nathan Miller : Jean-Yves Choppard
- 2012 : La Méthode Claire de Vincent Monnet : Richard
- 2015 : Peplum (série télévisée) de Philippe Lefebvre : médecin
- 2015 : Parents mode d'emploi : Sergio
- 2016 : Fais pas ci, fais pas ça (série télévisée), saison 8
- 2020 : Faites des gosses de Philippe Lefebvre : M. Chartier
- 2022 : Sam (saison 6) : Didier, le professeur de musique

## Théâtre
- 1988 : Le bonheur a encore frappé de Jean-Luc Trotignon, mise en scène de Marcela Salivarova-Bideau, Théâtre de Vidy, Lausanne
- 1990 : Mille Francs de récompense de Victor Hugo, mise en scène Benno Besson, Théâtre de Vidy, Lausanne
- 2005 : Le Sens du ludique de Jean-Luc Lemoine, mise en scène Agnès Boury, Le Splendid
- 2007 : Le Système Ribadier de Georges Feydeau, mise en scène Christian Bujeau, Théâtre Montparnasse
- 2011 : Les Bonobos de Laurent Baffie, mise en scène de l'auteur, Théâtre du Palais Royal
- 2013 : La Station Champbaudet d'Eugène Labiche, mise en scène Ladislas Chollat, Théâtre Marigny
- 2014 : Sans filtre de et mise en scène Laurent Baffie, Théâtre Fontaine
- 2016 - 2017 : Le Bourgeois gentilhomme de Molière, mise en scène Denis Podalydès, tournée
- 2018 : Le Triomphe de l'amour de Marivaux, mise en scène Denis Podalydès, théâtre des Bouffes du Nord
- 2019 : Une des dernières soirées de carnaval de Carlo Goldoni, mise en scène Clément Hervieu-Léger,  théâtre des Bouffes du Nord
- 2022 - 2023 : Un mois à la campagne d'Ivan Tourgueniev, mise en scène Clément Hervieu-Léger, théâtre des Célestins, Théâtre de l'Athénée Louis-Jouvet, tournée